# Aechmea marauensis
Aechmea marauensis är en gräsväxtart som beskrevs av Elton Martinez Carvalho Leme. Aechmea marauensis ingår i släktet Aechmea och familjen Bromeliaceae. Inga underarter finns listade i Catalogue of Life.